# Kim (film 1950)
Kim è un film del 1950 diretto da Victor Saville. La sceneggiatura di Leon Gordon, Helen Deutsch e Richard Schayer si basa su romanzo omonimo del 1901 di Rudyard Kipling.

## Trama
Nel 1885 in India durante il periodo del colonialismo britannico, un ragazzo orfano di nome Kim lavora di tanto in tanto per il suo amico Mahbub Ali, un furbo commerciante di cavalli che, facendo anche l'agente segreto per gli inglesi, viene a conoscenza di un complotto sostenuto dalla Russia per istigare una ribellione.
Nel frattempo Kim incontra un anziano lama buddista proveniente dal Tibet alla ricerca del "fiume della freccia", le cui acque lo purificheranno spiritualmente. Mahbub Ali fa diventare il ragazzo discepolo del religioso in modo che possa consegnare un messaggio al colonnello Creighton, superiore di Mahbub Ali. Durante il viaggio lungo la Grand Trunk Road, i due viaggiatori cominciano ad affezionarsi e Kim impara a mendicare monete dai passanti.
Un giorno Kim nota che la bandiera del reggimento dei soldati britannici lì accampati raffigura un toro rosso su campo verde, che corrisponde a una profezia lasciata da suo padre ormai defunto. Incuriosito si intrufola nell'accampamento ma viene avvicinato da una sentinella. Durante la colluttazione gli inglesi scoprono documenti in possesso del ragazzo che dimostrano che in realtà egli è il figlio di Kimball O'Hara, un soldato irlandese che aveva prestato servizio nel reggimento. Il lama decide che Kim deve vivere tra i suoi simili per essere istruito (nonostante la resistenza del ragazzo) e paga le sue lezioni presso il miglior collegio dell'India. Il ragazzo è insofferente alle numerose restrizioni della scuola, ma alla fine le accetta.
Mahbub Ali convince il colonnello Creighton che il ragazzo ha il potenziale per diventare un'abile spia e a tal fine, Kim riceve una formazione extra dal negoziante Lurgan durante la prima parte delle sue vacanze estive su come fare attente osservazioni e ricordare messaggi in codice.
Più tardi, Kim salva la vita di Mahbub Ali. Viene quindi riunito con il suo lama e inviato ad aiutare Hurree Chunder a tenere d'occhio due spie russe che si fingono geometri. Quando scopre che Chunder è stato ucciso, Kim continua la missione convincendo i russi ad assumerlo come loro servitore. Alla fine viene smascherato e il lama viene picchiato. Quando la notizia della morte di Chunder raggiunge gli inglesi, Mahbub Ali viene mandato a prendere il suo posto, salva Kim e si fa carico dei documenti recuperati, ma è costretto a uccidere i russi. Alla fine, il lama ferito convinto di aver trovato il suo fiume, inciampa e muore contento.

## Produzione
Il film, al quale inizialmente fu dato il titolo di Rudyard Kipling's Kim, fu prodotto dalla Loew's (come Loew's Incorporated). Le riprese durarono dal 5 dicembre 1949 fino a metà gennaio 1950. Dopo un'interruzione di un mese, la lavorazione riprese dal 16 febbraio a metà aprile.

## Distribuzione
Il copyright del film, richiesto dalla Loew's Inc., fu registrato il 29 novembre 1950 con il numero LP560.
Distribuito dalla Metro-Goldwyn-Mayer (MGM), il film ebbe una distribuzione internazionale. Presentato in prima a New York il 7 dicembre 1950, uscì poi in sala il 26 gennaio 1951.